# Tessenow, Ruhner Berge
Tessenow är en ortsteil i kommunen Ruhner Berge i Landkreis Ludwigslust-Parchim i förbundslandet Mecklenburg-Vorpommern i Tyskland. Tessenow var en kommun fram till den 1 januari 2019 när den uppgick i Ruhner Berge. Tessenow hade 584 invånare 2018.